# Omonana parasimplex
Omonana parasimplex är en kräftdjursart som först beskrevs av Winkler 1994.  Omonana parasimplex ingår i släktet Omonana och familjen Paramunnidae. Inga underarter finns listade i Catalogue of Life.